# Liar (canción de Megadeth)
«Liar» (en español: «Mentiroso») es un el sencillo del álbum titulado So Far, So Good... So What!  de la banda estadounidense de thrash metal Megadeth. La canción hace referencia a un exmiembro de la banda, Chris Poland. Esto debido a que empeñaba las guitarras eléctricas del vocalista y líder Mustaine.

## Lista de canciones
1. «Liar» - 3:21